# Bào Hỉ Thuận

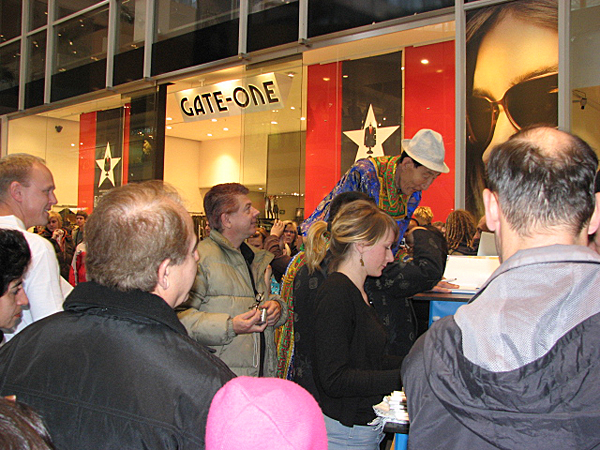
Bào Hỉ Thuận

Bào Hỉ Thuận (tiếng Trung: 鲍喜顺; tiếng Trung: 鮑喜順; sinh năm 1951 tại Trung Quốc), còn gọi là Hỉ Thuận hay "Cột Cờ", là một người Nội Mông Cổ và từ 15 tháng 1 năm 2005 đến 7 tháng 8 năm 2007, và từ tháng 8 năm 2008 đến tháng 9 năm 2009 được Sách kỷ lục Guinness ghi nhận là người đàn ông cao nhất trên thế giới còn sống. Vào tháng 9 năm 2009, Sultan Kösen người Thổ Nhĩ Kỳ đã vượt qua Bào Hỉ Thuận ở vị trí người cao nhất thế giới còn sống khi Kỷ lục Guinness đo được anh cao 2 m 51.
Với chiều cao được đo là 2.361 mét (7 ft và 8,95 in) tại Bệnh viện thành phố Xích Phong, Bào Hỉ Thuận không có một rối loạn tăng trưởng nào như là bệnh khổng lồ (gigantism) - khác với người đàn ông cao nhất trong lịch sử, Robert Wadlow, và người cao nhất thế giới từ 2007 đến năm 2008, Leonid Stadnyk. Ngoài ra còn có Ajaz Ahmed và Vikas Uppal tuyên bố cao hơn 2 m 45, nhưng chưa được kiểm chứng. Bào bị bệnh thấp khớp, tuy nhiên nguyên nhân có lẽ do thói quen hồi nhỏ hay ngủ ngoài trời hơn là một rối loạn liên quan đến chiều cao.
Bào Hỉ Thuận cho biết ông có một chiều cao bình thường cho đến khi 16 tuổi. Khi đó ông trải qua một sự tăng trưởng bộc phát không rõ nguyên nhân và đạt đến chiều cao hiện tại sau 7 năm. Bào thi hành nghĩa vụ quân sự của mình ở Nhân dân Giải phóng Quân trong 3 năm, và chơi bóng rổ cho đội bóng của quân đội cho tới khi ông mắc bệnh thấp khớp, từ đó ông xuất ngũ. Sau đó, ông trở về vùng Nội Mông để sống với mẹ của mình.
Sau cái chết của mẹ mình khi 40 tuổi, Bào trở nên xa lánh mọi người cho đến khi được đề nghị một công việc tiếp tân ở một nhà hàng. Ông nhanh chóng gây sự chú ý từ hãng thông tấn địa phương, đã đại diện ông để đăng ký kỉ lục Guinness. Chiều cao của ông hơn 2 mét so với người giữ kỉ lục trước đó, Radhouane Charbib.
Vào tháng 12 năm 2006, Bào Hỉ Thuận đã được những bác sĩ thú y yêu cầu giúp đỡ họ trong việc rút những mảnh vỡ bằng nhựa khỏi bụng của hai con cá heo. Những con cá heo này đã vô tình nuốt những mảnh vỡ này, và những mảnh vỡ ấy đã nằm lại trong bụng chúng, làm chúng không ăn và trầm cảm. Những bác sĩ thú y đã thất bại khi lấy chúng ra, nên Bào đã dùng cánh tay dài tới 106 cm của mình đưa vào tới bụng của những con cá heo để lấy những mảnh vỡ đó ra. Người quản lý hồ bơi Thế giới Biển Hoàng gia Jidi đã xác nhận "Khi chúng tôi không lấy được những mảnh vỡ ra, chúng tôi đã tìm đến sự giúp đỡ của ông Bào Hỉ Thuận từ vùng Nội Mông và ông đã thành công ngày hôm qua. Hai con cá heo được cho rằng sẽ hồi phục hoàn toàn". (Câu chuyện tương tự như chuyện một vận động viên thể thao bóng rổ Mỹ, Clifford Ray, người đã được yêu cầu sử dụng cánh tay dài của mình để cứu sống một con cá heo California vào năm 1978).
Tháng 8 năm 2008, do người cao nhất thế giới hiện tại là Leonid Stadnyk từ chối đo lại để xác định lại chiều cao nên Bào được Sách Guinness công nhận là người cao nhất thế giới.
Bào Hỉ Thuận đã kết hôn với một nhân viên bán hàng, Xia Shujian, vào 24 tháng 3 năm 2007. "Cô dâu 28 tuổi của ông Bào bằng nửa tuổi của ông và đến từ vùng quê của ông, Xích Phong, mặc dù những sự quảng cáo về hôn lễ được truyền đi khắp thế giới, tờ Báo Bắc Kinh nói". Tháng 10 năm 2008 hai vợ chồng có con trai đầu lòng.